# Platygaster stimulator
Platygaster stimulator är en stekelart som beskrevs av Yamagishi 1980. Platygaster stimulator ingår i släktet Platygaster och familjen gallmyggesteklar. Inga underarter finns listade i Catalogue of Life.